# Головинские Горки
Головинские Горки (Головино-Горки) — деревня в Торжокском районе Тверской области. Входит в Борисцевское сельское поселение.

## История
В 1853 году деревня Горки Полторацкия имела 37 дворов.
Согласно «Списку населённых мест Новоторжского уезда» от 1859 года деревня Горки Полторацкие (Головинские) владельческая, при колодце, от уездного города − 5 вёрст, от станового квартала — 30 вёрст. Имеет 38 дворов, 148 душ мужского пола и 171 душу женского пола.
Согласно Списку населённых мест Новторожского района 1889 года деревня относилась к Грузинской волости.
Изначально деревней владели Полторацкие. В 1859 году после смерти владельца имения Грузины Константина Марковича Полторацкого деревни Горки, Костешино, Сывороткино, Ляхово были выставлены на торги и проданы надворному советнику Евграфу Молчанову, о чём сообщают выпуски № 2 (1859 год) и № 29 (1860 год) газеты «Тверские губернские ведомости»
Согласно епархиальным спискам 1901—1914 годов деревня входила в приход Успенской церкви села Дмитровского.
По состоянию на 12 июня 1929 года существовал Головино-Горский сельсовет Новторожского района с деревнями Головинские Горки, Сывороткино Ляхово и Гущино.
До 1995 года деревня входила в Борисцевский сельсовет.
До 2005 года деревня входила в Борисцевский сельский округ.

## Население
| 2010 |
| ---- |
| 36   |

## Климат
Умеренно континентальный, переходящий  от континентального восточных районов европейской территории страны к более влажному северо-западных регионов. Достаточно комфортные для жизни и отдыха климатические условия. Среднесуточные температуры летом +15°С...+20°С, зимой -5°С...-15°С. Средняя температура в январе от -8,5°С до -10,5°С, июле от +17°С до +18°С. 